# Gold Beach
Gold Beach was de codenaam van de geallieerden voor een van de invasiestranden tijdens de Landing in Normandië op 6 juni 1944. Het lag tussen La Rivière en Longues-sur-Mer, was 8 kilometer breed, en was verdeeld in vier sectoren. Van west naar oost waren dat How, Item, Jig, en King. Die laatste twee waren ieder weer onderverdeeld in de subsectoren Red en Green. Gold Beach lag 24 kilometer ten oosten van Omaha Beach.
Gold Beach was toegewezen aan de 50e (Northumbrian) Infanteriedivisie en de Britse 8ste pantserbrigade van het Britse Tweede Leger onder luitenant-generaal Miles Dempsey. Hun hoofdtaak was het veroveren van Arromanches (dat als plaats voor een Mulberryhaven was aangewezen) en Bayeux, en het afsnijden van de weg van Caen naar Bayeux. Daarnaast moesten de Britten contact maken met de Amerikanen die westelijk van Gold Beach op Omaha Beach landden en met de Canadezen die oostelijker landden, op Juno Beach.
De Kanaalkust werd verdedigd door de Duitse 716e Infanteriedivisie en delen van het eerste bataljon van de 352e Infanteriedivisie bij Le Hamel. De stellingen bevonden zich hoofdzakelijk in huizen bij het strand. Op een klif bij Longues-sur-Mer bevond zich een Duitse vuurleidingspost voor een batterij van vier 155 mm kanonnen die enkele kilometers landinwaarts stonden opgesteld. De batterij en de vuurleidingspost werden door betonnen wanden van een meter dik beschermd. De gemechaniseerde Kampfgruppe Meyer werd achter de hand gehouden om snel te kunnen worden ingezet op plaatsen waar de geallieerden dreigden door te breken.
De landing op Gold Beach begon om 07.25 uur, een uur later dan op de westelijker gelegen stranden Utah Beach en Omaha Beach, omdat daar de vloed eerder opkwam. Als gevolg van de sterke noordwestenwind stonden de hindernissen op het strand al onder water toen de commando's die ze moesten opblazen ze bereikten. De soldaten werden vanaf de oever onder vuur genomen en konden de hindernissen niet opruimen. Van de eerste landingsvaartuigen, beladen met tanks, voeren er twintig op mijnen waarbij ze licht tot zwaar beschadigd raakten.
Omdat de zee nogal woelig was werd besloten de amfibietanks (DD Tanks) niet op eigen kracht naar het strand te laten varen maar ze met de landingsboten aan wal te zetten. Daardoor waren ze niet direct beschikbaar om het vuur op de Duitse stellingen te openen. In sommige sectoren wisten de Duitsers met pantserafweergeschut ettelijke DD Tanks buiten gevecht te stellen, maar over het algemeen was de inzet van de tanks een groot succes.
De 50e divisie wist door de Duitse linies te breken, daarbij gesteund door Hobart's Funnies die met 290mm mortieren waren uitgerust. Deze verzameling tanks was speciaal ontworpen voor het opruimen van de hindernissen op het strand. De belangrijkste was de Crab, een tot vlegeltank omgebouwde Sherman tank die met op een uitschuifbare rol aangebrachte kettingen mijnen kon laten ontploffen en zo door de mijnenvelden een weg baande voor de infanteristen. Nadat de Britten door de Duitse linies waren gebroken, nam het aantal getroffenen af. Het totaal bleef steken op 413; veel minder dan het aantal op Omaha Beach.
La Rivière viel 's morgens rond tien uur, en Le Hamel viel 's middags in Britse handen. De Britse kruiser HMS Ajax voerde een lang artillerieduel met de batterij bij Longues-sur-Mer en schakelde deze ten slotte uit.
Rond middernacht waren zo'n 25.000 Britten op Gold Beach geland. De troepen waren zo'n 10 kilometer opgerukt in bezet gebied. Ze waren erin geslaagd ten zuiden van Tierceville contact te maken met de Canadezen, maar hadden geen contact weten te maken met de Amerikanen op Omaha Beach. Rond half elf 's avonds hadden ze Arromanches ingenomen en rond hetzelfde tijdstip bereikten ze de buitenwijken van Bayeux.